# NGC 2142
NGC 2142 je zvijezda u zviježđu Jednorogu. 

## Vanjske poveznice
- SEDS: NGC 2142